# سانتا ترزا دل توی
سانتا ترزا دل توی (به اسپانیایی: Santa Teresa del Tuy) یک منطقهٔ مسکونی در ونزوئلا است که در Independencia واقع شده‌است. سانتا ترزا دل توی ۲۸۴ کیلومتر مربع مساحت و ۲۶۰٬۸۹۹ نفر جمعیت دارد و ۱۶۰ متر بالاتر از سطح دریا واقع شده‌است.